# Consolida baluchistanica
Consolida baluchistanica är en ranunkelväxtart som beskrevs av R.A. Qureshi och M.N.Chaudhri. Consolida baluchistanica ingår i släktet åkerriddarsporrar, och familjen ranunkelväxter. Inga underarter finns listade i Catalogue of Life.